# Kevin (Probably) Saves the World
Kevin (Probably) Saves the World (estilizado como Kevin ^Probably Saves the World) es una serie de televisión que fue creada y producida por Michele Fazekas & Tara Butters para ABC Studios. La serie dio luz verde el 11 de mayo de 2017, y fue transmitida en ABC como una entrada de la noche del martes durante la temporada de televisión de 2017–18. La serie se estrenó el 3 de octubre de 2017. El show está ambientado en Taylor, Texas.
El 11 de mayo, ABC canceló el show después de una temporada.

## Sinopsis
Kevin, un hombre con mala suerte que sobrevivió a un intento de suicidio, se muda con su hermana gemela Amy, una ingeniera y profesora en la universidad local, y la hija adolescente de Amy, Reese. Poco después, se encuentra con un ser celestial llamado Yvette; Yvette afirma que Dios le ha encomendado a Kevin la tarea de salvar al mundo, y envió a Yvette para que lo guiara y protegiera. 
Al principio, Kevin era el único que podía ver y oír a Yvette, por lo que sus conversaciones parecen ser alucinaciones para quienes lo rodean. Kevin debe realizar buenas obras para construir sus poderes espirituales, forzándolo a convertirse en una mejor persona. La serie también explora un misterio, ya que se supone que hay 36 almas justas en cada generación, pero por razones desconocidas, Kevin es el único que se sabe que queda.
Desde el final de la primera temporada, Kevin ha localizado a otras tres almas justas, y en una revelación sorpresa, permitió que Yvette apareciera frente a Amy, ya que ahora está llamada a ayudar a Kevin en su búsqueda.

## Reparto

### Principal
- Jason Ritter como Kevin Finn.
- JoAnna Garcia como Amy Cabrera (de soltera Finn).
- Kimberly Hebert Gregory como Yvette.
- India de Beaufort como Kristin Allen.
- J. August Richards como Sheriff Deputy Nathan Purcell.
- Chloe East como Reese Cabrera.
- Dustin Ybarra como Tyler Medina.

### Recurrente
- Lauren Blumenfeld como Ava.
- Lesley Boone como Lucille.
- Will Sasso como Dave.
- Abbey McBride como Becky Simpson.

### Invitados
- Barbara Eve Harris como la coronela O'Donnell.
- Michael Harney como Karl Gilmore.
- Sam Huntington como Jake Gilmore.
- Emma Bell comp Deb.
- Richard Masur como Dr. Sloane
- Kate Flannery como Anne.
- Brandon Quinn como Ignacio "Iggy" DePerro.
- Anjali Bhimani como Susan Allen.
- David Huynh como Vong, cuyo hijo recién nacido es la primera alma justa localizada por Kevin.
- Troy Evans como Gus.
- Sprague Grayden como Shea, la segunda alma justa localizada por Kevin.
- Rhenzy Feliz como Marc.
- Currie Graham como Barry, la tercera alma justa localizada por Kevin.

## Episodios
| Temporada | Temporada | Episodios | Original             | Original           |
| Temporada | Temporada | Episodios | Comienzo             | Final              |
| --------- | --------- | --------- | -------------------- | ------------------ |
|           | 1         | 16        | 3 de octubre de 2018 | 6 de marzo de 2018 |

## Producción
La serie fue originalmente llamada The Gospel of Kevin, pero el nombre fue cambiado ya que el espectáculo no era "abiertamente religioso".
La serie fue creada para una temporada completa de 16 episodios el 10 de noviembre de 2017.

### Casting
Cristela Alonzo, que desempeñó un papel principal como la entidad enviada del cielo en el piloto original, fue substituido por Kimberly Hebert Gregory después de que la serie fuera recogida.

### Filmación
La serie fue filmada en Austin, Texas. El piloto se filmó el 23 de marzo de 2017 en San Antonio, Texas en el Aeropuerto Internacional de San Antonio.

## Recepción crítica
El sitio web Rotten Tomatoes reportó un índice de aprobación del 68% con un promedio de 6.73/10 basado en 22 comentarios. El consenso del sitio web dice, "Breezily entretenido, Kevin (Probably) Saves the World confía en su simpática pista para llevar su aún esquemática premisa, insinuando un potencial más profundo que aún no se ha desarrollado". Metacritic, que utiliza una media ponderada, asignó una puntuación de 59 sobre 100 basada en 18 críticos, lo que indica "revisiones mixtas o medias".